# 挪威岩 (鮑威特島)
54°24′S 3°25′E / 54.400°S 3.417°E
挪威岩，是南極洲的岩石，位於鮑威特島北岸，處於瓦爾迪維瓦角東北面0.9公里，以挪威探險隊的探險船命名，由挪威的南極領地管轄。